# 松平忠吉
松平忠吉（日语：／ Matsudaira Tadayoshi，1580年10月18日—1607年4月1日）是日本安土桃山時代至江戶時代武将和大名。東條松平家的第4代當主。尾張國清洲藩藩主。
父親是德川幕府初代將軍德川家康。第2代將軍秀忠的弟弟。德川四天王之一的井伊直政的女婿。

## 生平
在遠江國濱松城下（現今靜岡縣濱松市）出生，家中四男。天正9年（1581年），在東條松平家的家忠病死之際繼任家督並領有三河國東條城1萬石，改名為松平忠康（受領祖父廣忠和父親家康名字中的一字）。在天正10年（1582年）轉封至駿河國沼津城4萬石。
在父親家康被移封至關東地方後，在文祿元年（1592年）成為武藏國忍城城主，元服後改名為忠吉。在慶長5年（1600年）的關原之戰中以岳父井伊直政為後見人下，在初陣中與福島正則爭奪先陣，立下討取島津豐久等功勞。在戰後被賜予尾張國及美濃國清洲57萬石並任官左近衛中將。

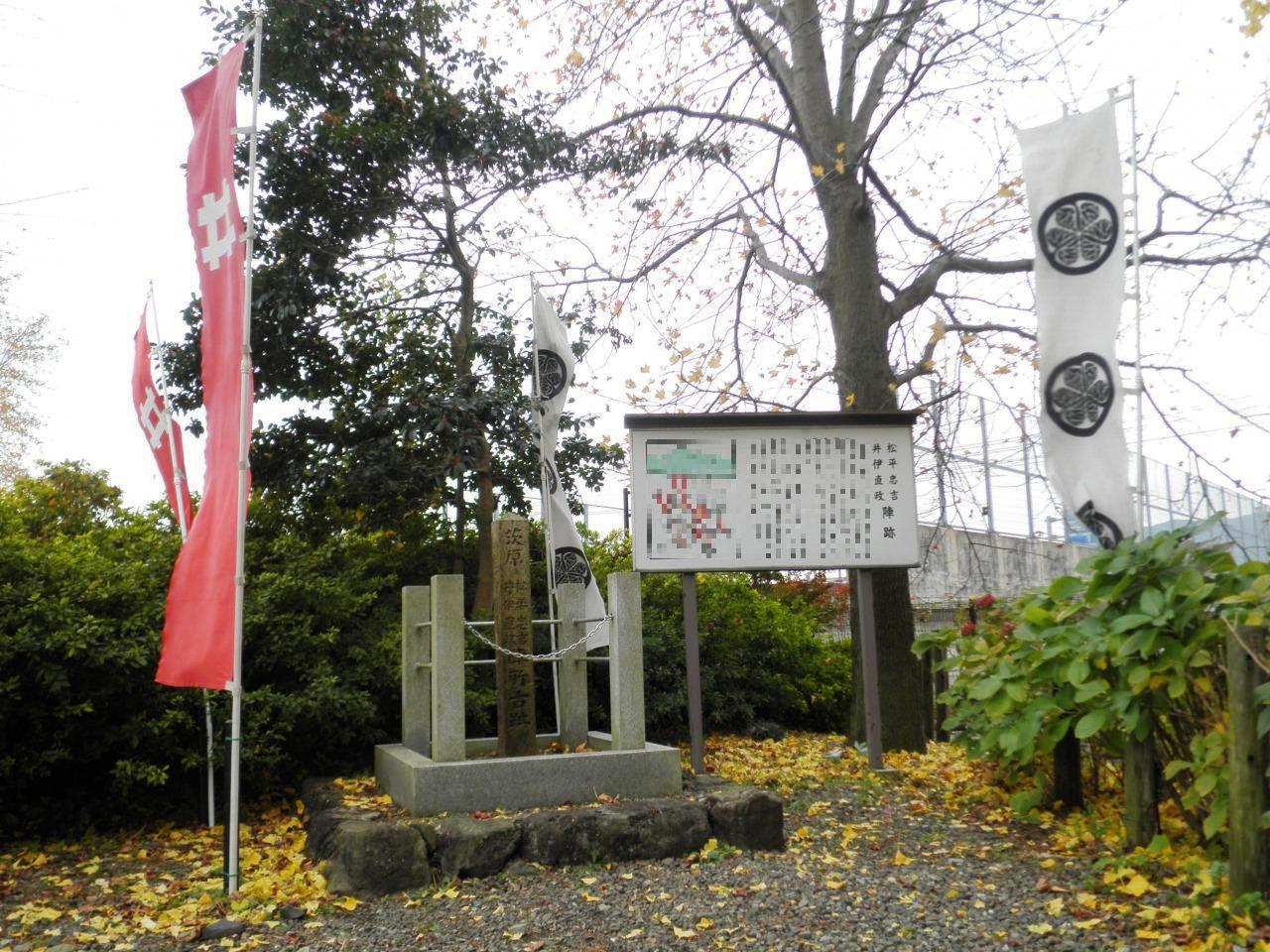
關原之戰的松平忠吉・井伊直政陣跡（岐阜縣不破郡關原町）

在慶長12年（1607年）因為在關原之戰受到的傷（還有惡性腫瘤）而在江戶死去，享年28歲。法號是性高院殿憲瑩玄伯大居士。因為忠吉沒有嗣子（在慶長2年（1597年）所生的唯一兒子梅貞大童子在出生後16日後死去），清洲藩由弟弟五郎太（德川義直）繼承。而兄長秀忠對他的死去感到非常悲傷。

## 人物
- 被評為具備正確器量的美男子，亦擁有很大人望，天下諸侯為了忠吉，會連失去性命都在所不惜地輔助他（『武野燭談』）。
- 有把不認為自己兒子可愛的家臣追放的逸話。

## 外部連結
- 松平忠吉・井伊直政陣跡 （页面存档备份，存于）

1. ↑  清水昇、川口素生 <德川一族> P165